# Сан-Бернардо (Чили)
Сан-Бернардо (исп. San Bernardo) — город в Чили. Административный центр одноимённой коммуны и провинции Майпо. Население города — 237 708 человек (2002). Город и коммуна входит в состав провинции Майпо и Столичной области. Город входит в состав городской агломерации Большой Сантьяго.

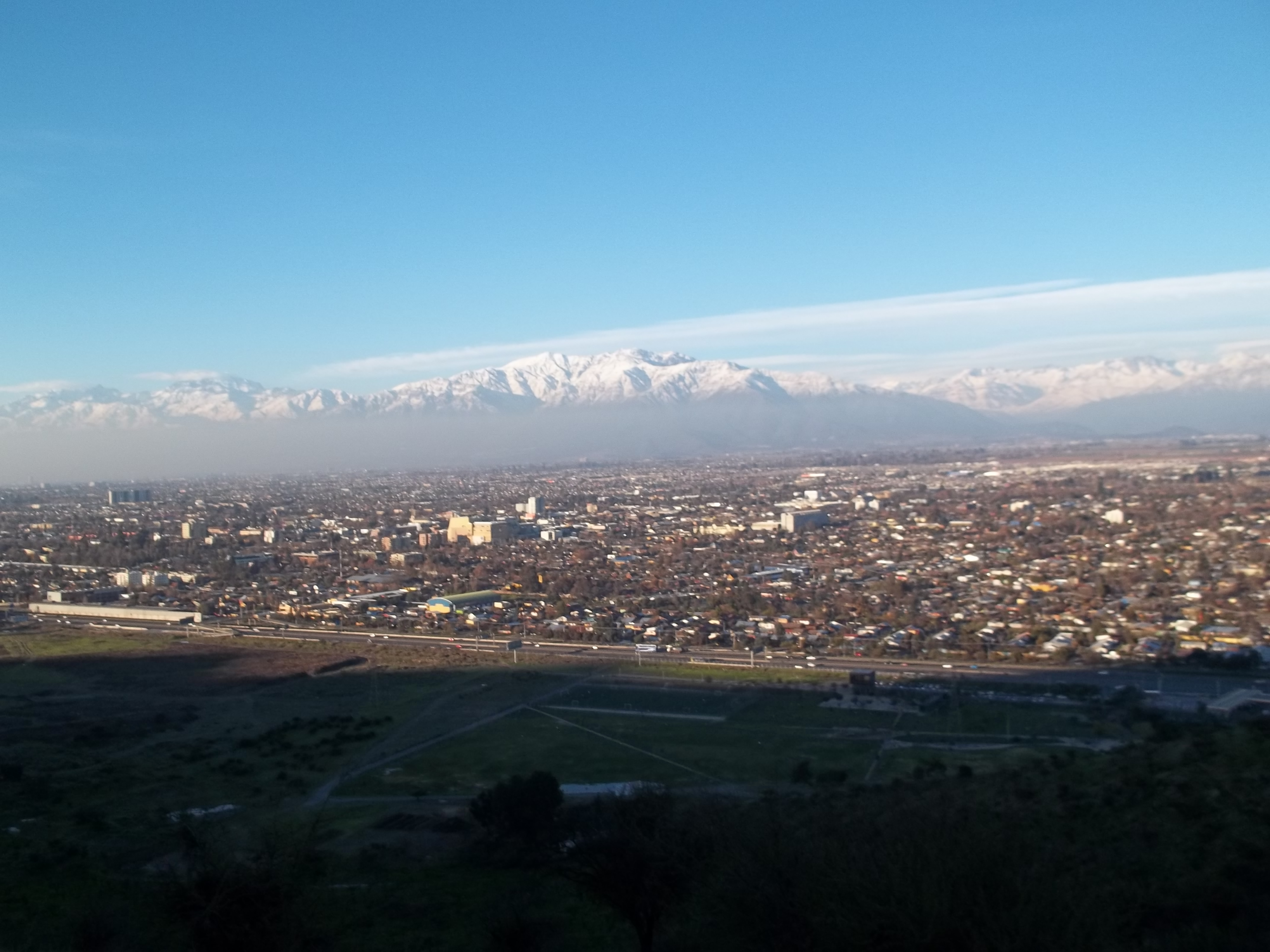
Вид на Сан-Бернардо

Территория — 155 км². Численность населения — 301 313 жителей (2017). Плотность населения — 1943,9 чел./км².

## Расположение
Город расположен в 15 км на юг от столицы Чили города Сантьяго.
Коммуна граничит:
- на севере — c провинцией Сантьяго
- на востоке — с коммуной Пуэнте-Альто
- на юго-востоке — c коммуной Буин
- на западе — c коммунами Калера-де-Танго, Талаганте, Исла-де-Майпо

## Демография
Согласно сведениям, собранным в ходе переписи 2017 г. Национальным институтом статистики (INE),  население коммуны составляет:
| Полное население                          | Полное население                          | Полное население                          | Полное население                          | Полное население                          | 301 313 |
| ----------------------------------------- | ----------------------------------------- | ----------------------------------------- | ----------------------------------------- | ----------------------------------------- | ------- |
| в том числе:                              | Городское население                       | 296 248                                   | Процент городского населения, %           | 98,32                                     |         |
|                                           | Сельское население                        | 5 065                                     | Процент сельского населения, %            | 1,68                                      |         |
|                                           | Мужское население                         | 147 800                                   | Процент мужского населения, %             | 49,05                                     |         |
|                                           | Женское население                         | 153 513                                   | Процент женского населения, %             | 50,95                                     |         |
| Плотность населения, чел./км²             | Плотность населения, чел./км²             | Плотность населения, чел./км²             | Плотность населения, чел./км²             | Плотность населения, чел./км²             | 1943,9  |
| Население коммуны в % к населению области | Население коммуны в % к населению области | Население коммуны в % к населению области | Население коммуны в % к населению области | Население коммуны в % к населению области | 4,24    |

| Динамика изменения населения коммуны | Динамика изменения населения коммуны | Динамика изменения населения коммуны | Динамика изменения населения коммуны |
| ------------------------------------ | ------------------------------------ | ------------------------------------ | ------------------------------------ |
| 1992                                 | 2002                                 | 2012                                 | 2017                                 |
| 190 857                              | 246 762▲                             | 277 802▲                             | 301 313▲                             |

## Важнейшие населенные пункты[4]
| № | Населённый пункт | Населённый пункт (исп.) | Категория | Население чел. (2002) | На карте                        |
| - | ---------------- | ----------------------- | --------- | --------------------- | ------------------------------- |
| 1 | Сан-Бернардо     | San Bernardo            | город     | 237708                | 33°35′31″ ю. ш. 70°42′17″ з. д. |
| 2 | Ло-Эррера        | Lo Herrera              | город     | 3430                  | 33°40′10″ ю. ш. 70°44′42″ з. д. |
| 3 | Ла-Вара          | La Vara                 | поселок   | 480                   | 33°41′43″ ю. ш. 70°44′56″ з. д. |